# Ekgrenbrunbagge
Ekgrenbrunbagge (Conopalpus testaceus) är en skalbaggsart som först beskrevs av Olivier 1790.  Ekgrenbrunbagge ingår i släktet Conopalpus, och familjen brunbaggar. Arten är reproducerande i Sverige.